# 캐슬바니아 (애니메이션)
《캐슬바니아》(Castlevania)는 코나미의 게임 《캐슬바니아 III: 드라큘라의 저주》에 기반한 미국의 성인용 웹 애니메이션이다. 뱀파이어 사냥꾼 트레버 벨몬트가 왈라키아 공국을 침략한 드라큘라의 군대를 격퇴하는 내용을 다뤘다.
본래 이 애니메이션은 2005년 프로젝트 51와 프레드레이터 스튜디오가 기획한 단편 만화영화로 출발했으나, 여러 사정으로 제작에 난항을 겪다가 2015년 넷플릭스가 기획을 인수하면서 현재의 모습으로 탄생하게 됐다. 일본 애니메이션, 특히 코지마 아야미가 그린 〈캐슬바니아: 밤의 교향곡〉의 화풍에 큰 영향을 받았다. 첫 번째 시즌이 넷플릭스를 통해 2017년 7월 7일 방영됐으며, 두 번째 시즌은 2018년 10월 26일, 세 번째 시즌은 2020년 3월 5일에 방영되었다. 네 번째 시즌은 2021년 5월 13일에 방영되었다.

## 도입
교회에게 마녀로 몰려 아내를 잃은 뱀파이어 백작 블라드 드라큘라 체페슈는 왈라키아 공국에 전쟁을 선포하고 전국 각지에 괴물들을 보내 혼란에 빠뜨린다. 죄없는 백성들이 학살당하는 것을 가만히 둘 수 없던 뱀파이어 사냥꾼 트레버 벨몬트는 떠돌이 마법사 사이파 베르난데스와 드라큘라의 담피르 아들 알루카드와 함께 악마들의 군대와 맞서 싸우러 나선다.

## 출연진
- 리처드 아미티지 - 트레버 벨몬트 역. 교회에 의해 추방되기 전에 다수의 괴물 사냥꾼을 배출했던 벨몬트 가문의 마지막 일원.
- 제임스 캘리스 - 애드리언 체페슈 (알루카드) 역. 아내를 잃은 아버지의 난폭한 복수를 막고자하는 담피르.
- 그레이엄 맥타비시 - 블라드 드라큘라 체페슈 역. 마녀사냥에 의해 아내가 죽자 전인류에 대해 복수를 다짐하고 왈라키아 전역에 괴물들을 풀은 뱀파이어.
- 알레한드라 레이노소 - 사이파 베르나데스 역. 강력한 마력을 지닌 이야기꾼 사람.
- 토니 아멘돌라 - 노인 역. 괴물 군대로 쑥대밭이 된 그레시트의 시민들을 돕는 이야기꾼들의 지도자.
- 맷 프루어 - 주교 역. 리사 체페슈를 마녀로 세워 화형시킨 장본인.
- 에밀리 스왈로 - 리사 체페슈 역. 드라큘라의 마법을 이용해 치유법을 찾다가 마녀로 몰려 죽은 아내.[2]

## 반응
《캐슬바니아》 첫 시즌은 영화 리뷰 웹사이트 로튼 토마토에서 21개의 리뷰 평균으로 86%를 기록했다. 비디오 게임에 기반한 영상물 중 사상 최초로 '신선함' 등급을 받았다.